# 이주아 (배구 선수)
이주아(2000년 8월 21일 ~ )는 대한민국의 배구 선수이다. 포지션은 미들블로커로, 현재 화성 IBK기업은행 알토스 소속으로 뛰고 있다. 
2018년에 열린 한국배구연맹 신인선수 드래프트에서 전체 1순위로 인천 흥국생명 핑크스파이더스에 지명되며 프로 입단하였다.

## 수상 경력

### 단체 수상

#### 국가대표팀
- 대한민국 여자 배구 국가대표팀 (2018-)
  - 아시안 게임
    -  3위 (1회) : 2018

#### 개인 클럽
- 인천 흥국생명 핑크스파이더스 (2018-)
  - V-리그
    - 챔피언결정전
      -  우승 (1회) : 2018-19
      -  준우승 (1회) : 2020-21

    - 정규리그
      -  1위 (2회) : 2018-19, 2022-23
      -  2위 (1회) : 2020-21

  - KOVO컵
    -  준우승 (1회) : 2020

### 개인 수상

#### 개인 클럽
- 인천 흥국생명 핑크스파이더스 (2018-)
  - KOVO컵 라이징스타 (1회) : 2020